# Barrigada
Barrigada (Chamorro: Barigåda) is een gemeente en dorp op het Amerikaanse eiland Guam in de Grote Oceaan. De gemeente ligt op het midden van het eiland en telde in 2010 8.875 inwoners op een oppervlakte van omgerekend 22,02 km², waarmee de bevolkingsdichtheid 403,04 inwoners per vierkante kilometer bedroeg.

## Geografie
Barrigada ligt op het midden van het eiland en is samen met Agana Heights en Sinajana de enige gemeente op Guam zonder kust. De gemeente heeft een oppervlakte van 22,02 km² en grenst in het noorden aan Tamuning, in het noordoosten aan Dededo, in het oosten en zuiden aan Mangilao, in het zuidwesten aan Chalan-Pago-Ordot en in het westen aan Mongmong-Toto-Maite.

## Demografie
De gemeente had bij de census van 2010 een inwoneraantal van 8.875, dat is ongeveer 2,6% dan in 2000, want toen bedroeg het aantal 8.652.